# Johann Friedrich Daube
Johann Friedrich Daube (1733 - 19 de setembro de 1797) foi um músico alemão.